# Anchusa undulata
La chupamieles ondulada  (Anchusa undulata) es una planta herbácea de la familia de las boragináceas, muy variable y que presenta muchas formas locales.

## Caracteres
Planta bienal o perenne de hasta 60 cm de altura, plumosa y de vellosidad áspera densamente pubescente o casi gabra. Hojas alternas, oblongo-lanceoladas de hasta 15 cm de longitud escasamente dentadas y con el margen fuertemente ondulado o rizadas, las inferiores estrechadas en pecíolo y las superiores sentadas. Tallos de 30 a 60 cm de altura foliosos y ramificados en la base. 

Flores hermafroditas con corola púrpura-negruzca que pasa a un color azul intenso, dispuestas en inflorescencias unilaterales que se alargan, cáliz de 5-10 mm en flor y hasta 20 mm en el fruto, dividido hasta cerca de la mitad. Tubo corolino de 1 a 1,5 cm que excede en longitud a los pétalos y al cáliz, escamas de la garganta redondeadas con margen ciliado, más cortas que este último y con los estambres insertos en lo alto del tubo. Florece en primavera.

## Hábitat
En campos arenosos y pedregosos, malezas, cultivos y baldíos.

## Distribución
| A. undulata es una especie endémica de la península ibérica y Marruecos, muy variable, que ha dado como consecuencia el reconocimiento de varios traxones infraespecíficos endémicos de la península ibérica (Valdés, B. (1981) o de Marruecos (Valdés, 2002; Ouyahya, 2007). Esta especie se disbribuye por prácticamente toda la Península, salvo parte de Galicia, cornisa Cantábrica, Navarra, Aragón, Cataluña y País Valenciano. |

## Taxonomía
| Anchusa undulata fue descrita por Carlos Linneo y publicado en Species Plantarum 1: 131. 1753. Anchusa undulata - descrita por Pall. en 1776 es la Anchusa ochroleuca de M.Bieb. - descrita por Sibth. & Sm. es la Anchusa hybrida de Ten. - descrita por Vahl es la Anchusa hybrida de Ten. - descrita por Vahl ex DC. es la Anchusa hybrida de Ten. Citología Número de cromosomas de Anchusa undulata (Fam. Boraginaceae) y táxones infraespecíficos: 2n=16 Etimología Anchusa: nombre genérico del latín anchusa para una planta utilizada como cosmético o como emoliente para calmar y suavizar la piel. undulata: epíteto latino que significa "ondulada". |

### Sinonimia
| NOTA: Los nombres que presentan enlaces son sinónimos en otras especies: - Anchusa angustifolia - Anchusa angustissima - Anchusa clavata Viv. ex A.DC. - Anchusa nonneoides Fisch. & C.A.Mey. - Anchusa undulata var. barceloi O.Bolòs & Vigo - Anchusa undulata var. maritima - Buglossum angustifolium - Lycopsis elongata Lehm. - Castellano: abejera, alpuelas, arcuelas, arpuelas, buglosa, buglosa azul, buglosa azul turquí, chupamieleh, chupamieles, chupamieles ondulada, hierba melera, hoja de lagarto, lengua de buey, lengua de culebra, lengua de vaca, lenguaza, lenguaza azul, melera, miel de avispas. |